# Neubrunn (Turíngia)
Neubrunn é um município da Alemanha localizado no distrito de Schmalkalden-Meiningen, estado de Turíngia.
Pertence ao Verwaltungsgemeinschaft de Salzbrücke.

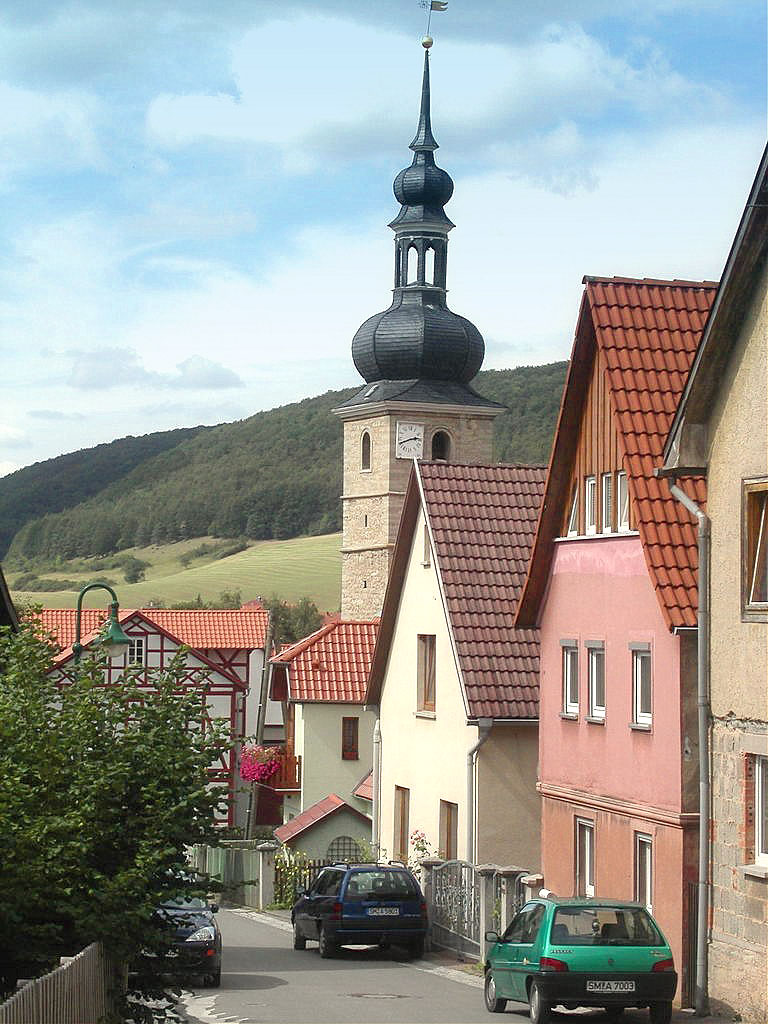
Igreja de Neubrunn